# Thomas Panny
Thomas Panny (* 23. Februar 1987) ist ein österreichischer Fußballspieler.

## Karriere
Panny begann seine Karriere beim SC Himberg in Niederösterreich. Später kam er in die Jugendabteilung des VfB Admira Wacker Mödling. 2005 schaffte er den Sprung in den Bundesligakader. Am 29. April 2006 gab er sein Debüt im Spiel gegen Pasching. Panny wurde als Verteidiger eingesetzt. Ein Jahr später stieg die Admira ab. Panny blieb seinem Verein auch in der Regionalliga treu.
Im Abstiegsjahr feierte er den bisher größten Erfolg seiner Karriere. Mit der U-20-Auswahl Österreichs kam er bei der Junioren-Fußballweltmeisterschaft 2007 in Kanada auf den vierten Platz. Panny kam bei vier Spielen zum Einsatz und bekam zwei gelbe Karten. Vor dem Semifinale brach sich Panny das Wadenbein, dadurch konnte er an den letzten Spielen nicht mehr teilnehmen.
Nach dem Zusammenschluss des ASK Schwadorf mit VfB Admira Wacker Mödling war Panny im Kader der Admira für die Erste Liga, kam aber nach seiner Verletzung noch zu keinem Einsatz. Im Januar 2009 wechselte er in die Regionalliga Ost zum FAC Team für Wien. Nach einem kurzen Gastspiel in Vösendorf wechselte Panny 2010 zum 1. SV Wiener Neudorf. Anschließend folgte ein erneutes Engagement beim FAC in der Regionalliga Ost. Für die Saison 2011/2012 wechselte Panny in die Wiener Stadtliga zu Ostbahn XI. Mit 63 Punkten krönte sich der Verteidiger gemeinsam mit seinem Team zum Meister, ein Jahr später folgte leider der sofortige Abstieg. Panny blieb durch einen Wechsel zum SV Schwechat in der Regionalliga Ost, danach wechselte er ab der Saison 2014/2015 zu ASK Kottingbrunn in die niederösterreichische Landesliga. Die vorerst letzte Station führte ihn 2020 zurück zur Mannschaft seines Heimatortes, zum SC Himberg.

## Privates
Thomas Panny betreibt seit 2019 ein Unternehmen für Baumrodungen und Gartengestaltung in Himberg bei Wien.
Mit diesem Unternehmen tritt er seit der Saison 2020/21 als Trikotsponsor der Kampfmannschaft seines Heimatortes auf.

## Erfolge
- Meister Wiener Stadtliga: 2011/2012